# Čáry
Čáry – wieś (obec) na Słowacji, w kraju trnawskim, w powiecie Senica. Znajduje się w zachodniej części Słowacji.
Urodziła się tam aktorka Mária Kráľovičová (1927–2022).